# Inti-Illimani
Inti-Illimani (nom compost del terme quítxua inti, 'sol', i la paraula aimara illimani, 'àguila daurada', nom de la muntanya propera a La Paz, Bolívia) és un conjunt musical xilè format el 1967. Juntament amb Quilapayún, és un dels grups més coneguts internacionalment pertanyents al moviment musical anomenat Nova Cançó Xilena.

## Història
Inti-Illimani va ser fundat el 1967 per un grup d'estudiants de la Universitat Tècnica de l'Estat, actualment anomenada Universitat de Santiago de Xile. El 1973, mentre estaven de gira per Europa, el General en Cap de l'Exèrcit Augusto Pinochet va liderar un cop d'estat contra el govern socialista del president Salvador Allende, que va originar el començament del període conegut com a dictadura militar. Des d'aquest moment, es va prohibir als membres del grup d'entrar al seu país, per la qual cosa, el seu lloc d'exili i de residència permanent va ser Itàlia, des d'on van donar suport a les campanyes de solidaritat internacional per la recuperació de la democràcia a Xile. El setembre del 1988, en derogar-se la prohibició d'ingrés al país que pesava sobre els seus integrants, van tornar a Xile, on resideixen de manera permanent fins al dia d'avui.

### El naixement del grup: 1967
En el si del moviment políticomusical conegut com la Nova Cançó Xilena, que va prendre força i protagonisme a Xile entre la segona meitat de la dècada del 1960 i la primeria de la de 1970, i al voltant del festiu ambient de penyes folklòriques a la Universitat Tècnica de l'Estat (UTE), un grup d'estudiants es va reunir per conformar un sextet format per Óscar Guzmán, Pedro Yáñez, Horacio Durán (que prèviament s'havien presentat en diverses penyes com Tríode la calera EAO), Ciro Retamal, Luis Cifuentes i Jorge Coulón (que participaven en el marc de la Penya de la UTE). Aquest grup comença a assajar (tres guitarres, charango, quena i bombo) i d'aquesta forma es dona l'impuls per projectar el que temps després seria Inti-Illimani. Pocs dies després, s'hi van integrar Max Berrú, Luis Espinoza, mentre que Luis Cifuentes se'n va retirar.
L'agost del 1967, el guitarrista clàssic Eulogio Dávalos va convidar-los a casa després d'haver assistit a una actuació del grup. Segons algunes versions, va ser ell personalment qui els va batejar com a Inti-Illimani; segons altres, la seva germana Gloria va ser qui va proposar batejar el grup com a "hijos del Illimani". En qualsevol cas, va ser en aquesta casa, on el grup va passar a dir-se Inti-Illimani, combinació de paraules quítxua i aimara que vol dir "sol de l'Illimani", una muntanya situada als Andes bolivians que es veu imponent des de La Paz, Bolívia.
En aquella ocasió, hi assistien:
- Pedro Yáñez (director del grup)
- Horacio Durán
- Max Berrú
- Jorge Coulón
- Óscar Guzmán
- Ciro Retamal
- Luis Espinosa

Al cap de poques setmanes, van abandonar el conjunt Óscar Guzmán, Ciro Retamal i Luis Espinosa. Després, l'octubre del 1967, es va integrar al grup Horacio Salinas, un jove estudiant de només quinze anys, que provenia del grup musical del Ballet folklòric Pucará, i que va acabar essent el director del conjunt durant la major part de la seva existència.
D'aquesta manera, entre la darreria del 1967 i la primeria del 1968, va quedar conformada la primera formació estable del conjunt:
- Pedro Yáñez (director del grup)
- Horacio Salinas
- Horacio Durán
- Max Berrú
- Jorge Coulón

### L'etapa inicial: 1968-1973
El febrer del 1968 Pedro Yañez abandona el grup per acabar els estudis i és substituït per Ernesto Pérez d'Arce, clarinetista de gran formació jazzística. D'aquesta manera, queda conformat el quintet que grava els primers cinc discos d'Inti-Illimani:
- Horacio Salinas (director del grup)
- Horacio Durán
- Max Berrú
- Jorge Coulón i
- Ernesto Pérez d'Arce.

Entre 1968 i mitjan 1969, s'integra també al grup Homero Altamirano, intèrpret de guitarra, quena i primera veu, que va participar en l'enregistrament de dues cançons de l'LP del programa de televisió Voz para el camino, en l'LP Por la CUT, també amb dues cançons, i en el primer LP complet del grup Si somos americanos, enregistrat a Bolívia el febrer del 1969. Altamirano es retira abans de l'edició d'Inti-Illimani, el primer LP complet del grup enregistrat a Xile. Mentrestant hi va haver un breu recés d'alguns mesos de Max Berrú. 
Entre setembre i desembre del 1970, el conjunt grava Canto al Programa, un treball de musicalització del programa de govern del President Salvador Allende, com a homenatge a la seva victòria en la campanya presidencial d'aquest any. Dirigeixen aquest projecte Sergio Ortega, autor de l'himne "Venceremos", i Luis Advis, autor de la Cantata Santa María de Iquique, amb els quals desenvolupen des d'aleshores una relació de col·laboració musical. En l'enregistrament d'aquest disc, Marcelo Coulón substitueix durant tres mesos el germà Jorge Coulón.
El 1971, es retira Ernesto Pérez d'Arce i s'integra José Seves i després, el desembre del 1972 s'incorpora José Miguel Camus. El grup queda llavors format per sis integrants:
- Horacio Salinas (director del grup)
- Horacio Durán
- Max Berrú,
- José Seves
- José Miguel Camus i
- Jorge Coulón.

Des dels seus inicis, el grup duu a terme gires per països llatinoamericans, primer per l'Argentina, Bolívia i el Perú, i després per Equador, Colòmbia, Cuba, Mèxic, Costa Rica i Veneçuela. Tanmateix, la veritable internacionalització del conjunt va tenir lloc per força major a partir de l'11 de setembre de 1973. En aquest dia, durant una gira per Europa, els sorprèn el cop militar liderat per Augusto Pinochet contra Allende. Comencen llavors els seus quinze anys d'exili polític a Itàlia i la seva presència creixent en escenaris de països de tots els continents del món.

### L'exili polític: 1973-1988
A partir del cop militar del 1973, a Xile es viu una dictadura militar, que deixa un saldo de milers d'opositors assassinats, detinguts desapareguts, torturats i exiliats. Entre els milers de víctimes, va haver-hi Víctor Jara, col·laborador proper d'Inti-Illimani i un dels principals representants del moviment de la Nova Cançó Xilena.
El conjunt, amb prohibició de retornar a Xile, resideix forçosament des de llavors fins al 1988 a Itàlia, país des del qual combina la seva activitat creativa i de concerts per tot el món, amb el suport a la lluita pel respecte dels drets humans, la fi de la dictadura i la tornada de la democràcia al seu país natal. Entre les gires per tot el món (inclosos els principals escenaris d'Europa, Austràlia i Estats Units), toquen tres vegades en localitats frontereres amb Xile: Tacna (Perú) el 1982, Mendoza (Argentina) el 1985, i en la mateixa localitat el 1986, concerts als quals assisteix una gran quantitat de compatriotes que travessen expressament la frontera del seu país.
Musicalment, la producció discogràfica del conjunt en els primers quatre anys d'exili (fins al 1977) combina discos de recopilació de música folklòrica tradicional llatinoamericana amb arranjaments originals del conjunt, especialment d'Horacio Salinas i José Seves, i discos de cançons amb un fort component de protesta política enfront de la dictadura militar encapçalada per Augusto Pinochet.
A partir del 1978, l'èmfasi de protesta política de les seves cançons, sense desaparèixer per complet, tendeix a disminuir. Aquest any es reedita Canto para una Semilla, obra de Luis Advis sobre textos de Violeta Parra, en italià. El 1979 publiquen el primer disc majoritàriament amb temes originals en molts anys, Canción para matar una culebra, seguit de Palimpsesto el 1981, Imaginación (primer enregistrament digital del grup) el 1984 i De canto y baile el 1986.
Durant la dècada dels vuitanta, la BBC Records va publicar a Londres dos volums del grup amb la banda sonora de la reeixida sèrie The Flight of the Condor, per la qual reben una nominació per als premis de l'Acadèmia Anglesa de Cinema i Televisió. Així mateix, duen a terme enregistraments conjunts amb la cantant finlandesa Arja Saijonmaa ("Jag Vill Tacka Livet" —Gracias a la vida— el 1980) i amb la cantant nord-americana Holly Near (Sing to me the dream el 1984). Col·laboren també en dos discos de Patricio Manns (Con la razón y la fuerza i La muerte no va conmigo) i inicien una relació de col·laboració amb els guitarristes John Williams i Paco Peña, plasmada en dos discos: Fragmentos de un sueño i Leyenda.
Des del punt de vista dels seus integrants, hi ha pocs canvis. El 1978, Marcelo Coulón reemplaça a José Miguel Camus. El 1982 s'hi integra Jorge Ball, que es retira el 1984 substituït per Renato Freyggang. Els integrants del conjunt cap al final d'aquest període són:
- Horacio Salinas (director del grup),
- Horacio Durán,
- José Seves,
- Max Berrú,
- Jorge Coulón,
- Marcelo Coulón i
- Renato Freyggang.

### La tornada a Xile: 1988
El setembre del 1988, mentre estaven de gira pels Estats Units, els integrants del conjunt s'assabenten a Nova York que ha estat derogada la prohibició d'ingressar a Xile que pesava sobre ells, imposada per la dictadura d'Augusto Pinochet. Retornen immediatament al país, i són rebuts per una multitud a l'aeroport Pudahuel de Santiago, que els acompanya en una caravana de vehicles fins al centre de la ciutat.
Se sumen immediatament a la campanya pel No a Pinochet en el plebiscit que el dictador convoca per al 5 d'octubre del 1988. Dins d'aquest marc, fan un concert multitudinari al costat del grup Illapu a la població de La Bandera, convocat per la coalició Esquerra Unida, conformada pel Partit Comunista, el Partit Socialista (Almeyda), el Moviment d'Esquerra Revolucionària i altres organitzacions polítiques i socials opositores al règim.

### La reinserció: 1989-2001
Després de la tornada de la democràcia a Xile, el conjunt torna a residir a casa seva i continua des d'allí amb la seva activitat creativa i de gires, a Europa, l'Amèrica Llatina, els Estats Units, Austràlia i el Japó. El 1992 participa a l'Expo Sevilla com a Ambaixador Cultural de Xile i, durant el començament dels noranta, forma part del grup d'artistes, juntament amb Peter Gabriel, Sting, Wynton Marsalis, entre d'altres, que giren per diversos països amb els concerts d'Amnistia Internacional pels Drets Humans, un dels més destacats dels quals va ser Desde Chile... un abrazo a la esperanza, a l'Estadi Nacional de Santiago, que va ser usat com a centre de detenció i tortura durant la dictadura militar de Pinochet.
Aquest període es caracteritza per l'exploració de sons i àmbits musicals que anteriorment no havien abordat, sempre vinculats a l'arrel llatinoamericana.
Així, el 1990 publiquen Leyenda, una nova col·laboració amb John Williams i Paco Peña després de Fragmentos de un sueño. Després, amb els discos Andadas (1992), Arriesgaré la piel (1996) i Amar de nuevo (1999), s'internen pels ritmes de la ranchera, el vals peruà, la salsa, la cueca, el vallenato i el bolero. La cerca en la veta tradicional de la música andina (peruana, boliviana, equatoriana, argentina i colombiana) es veu reflectida en el disc Lejanía (1998), mentre simultàniament s'obre un diàleg amb la música clàssica o docta a través dels discos Sinfónico (1999) i la cantata La rosa de los vientos (1999). La dècada del 1990 es va tancar amb la reedició dels primers discos de la història del conjunt i amb la publicació de diverses recopilacions de les seves cançons més populars: Grandes éxitos (1997), Inti-Illimani interpreta a Víctor Jara (2000) i Antología en vivo (2001).
Durant aquesta dècada es produeixen diversos canvis d'integrants en el grup. El 1995 se'n va retirar Renato Freyggang, el lloc del qual va ser ocupat per Pedro Villagra, que va sortir-ne el 1998 substituït fins al 2000 per Jorge Ball, exintegrant de l'agrupació durant el període de l'exili a Itàlia. El 1997 se'n va retirar un dels membres fundadors, Max Berrú, i el 1998, José Seves, una de les veus més característiques del conjunt, qui després s'hi va reintegrar entre 2000 i 2001. Per part seva, el 1995 hi va ingressar Efrén Viera, el 1998, Daniel Cantillana, i entre el 2000 i el 2002 va participar com a convidat Fernando Julio.
Així, a principis del 2001 el conjunt està conformat per:
- Horacio Salinas (director del grup),
- Horacio Durán,
- José Seves,
- Jorge Coulón,
- Marcelo Coulón,
- Efrén Viera,
- Daniel Cantillana i
- Fernando Julio (músic convidat).

### La renovació: 2001-2004
Durant aquest període, el conjunt va experimentar en un període breu diversos canvis d'integrants. El juliol del 2001, per diferències sobre el futur artístic de la banda, se'n va retirar Horacio Salinas, director musical durant trenta-tres anys. Després, el setembre del mateix any, se'n va retirar José Seves. Van ingressar-hi, en canvi, els músics joves Manuel Meriño, qui després va assumir la direcció musical, i Christian González, qui havia participat abans com a músic convidat en una gira als Estats Units. El 2002 s'hi va integrar Juan Flores.
Amb més d'un terç de nous integrants, el grup va publicar el disc i DVD Lugares comunes, diverses de les composicions de les quals són del doblet Meriño i Cantillana, inspirades en el so clàssic de la banda. Després, el 2003, en el trentè aniversari del cop d'estat d'Augusto Pinochet i de l'inici de l'exili polític dels membres històrics de la banda a Itàlia, van editar el disc Viva Italia (nom que fa referència al primer disc de l'exili: Viva Chile), registrat en viu en tres concerts massius en aquest país, i que inclou diversos temes mundialment coneguts del grup.
Durant aquest període, van actuar, entre altres escenaris, en el Festival de Jerusalem, el Festival La Mar de Músicas de l'Estat espanyol i a Studio 54 de Nova York, en un homenatge al periodista Charles Horman, assassinat pels militars a l'Estadi Nacional el 1973. El febrer del 2004, van actuar per primera vegada en la seva història al Festival de la Canción de Viña del Mar.
La formació que es va presentar el 2004 va estar formada per:
- Horacio Durán,
- Jorge Coulón,
- Marcelo Coulón,
- Efrén Viera,
- Daniel Cantillana,
- Christian González,
- Manuel Meriño, i
- Juan Flores.

### 2004, plet pel nom
Després de l'actuació al Festival de Viña, Horacio Durán va informar del seu distanciament del grup. El juny del 2004, juntament amb Horacio Salinas i José Seves anuncien el reagrupament amb el nom Inti-Illimani, sense que l'Inti-Illimani existent deixés d'estar en actiu, i van dur a terme una sèrie de concerts, denominats "Inti+Quila", juntament amb la fracció de Quilapayún dirigida per Eduardo Carrasco Pirard. L'explicació d'aquest reagrupament, segons Horacio Salinas, va ser que el gruix de la creacions pròpies del grup van ser fetes per Salinas, Seves i Durán, on la participació dels germans Coulón era mínima, sempre com a acompanyants, ja que fins i tot després de les darreres substitucions, el gruix de la creació musical és de Meriño i Cantillana.
La Sociedad de Creaciones Artísticas Inti Illimani (integrada per Max Berrú, Jorge i Marcelo Coulón, Horacio Durán, Horacio Salinas i José Seves) tenia prevista la possibilitat d'acudir a un arbitratge per resoldre, entre altres coses, eventuals disputes sobre l'ús del nom. En sorgir el conflicte entre ambdues agrupacions se sotmeten, a la darreria del 2004, a un arbitratge que el novembre del 2005 dicta una resolució per la qual el grup liderat per Horacio Salinas havia d'anomenar-se Inti-Illimani Histórico (utilitzat des d'abans de la resolució arbitral per alguns mitjans de comunicació i per la mateixa agrupació) per diferenciar-se temporalment de l'altre existent, que havia de passar a dir-se Inti-Illimani "Nuevo". La banda liderada per Jorge Coulón, l'Inti-Illimani que no va deixar de tocar, rebutja aquesta resolució arbitral al·legant, entre altres arguments, que són la continuïtat natural del conjunt i res no els obliga a adoptar un cognom que no desitgen assumir.
El maig del 2006, tres membres joves d'aquest grup van presentar un recurs de protecció davant una sala de la Cort d'Apel·lacions de Santiago, la qual va acceptar els seus arguments, i va declarar invàlida la resolució de l'àrbitre, però en definitiva la Cort Suprema de Justícia de Xile va revocar la decisió de primera instància, amb la qual cosa calia tornar a la distinció entre grups usant els apel·latius de "Nuevo" i "Histórico" fins que hi hagués una decisió final definitiva per part de l'àrbitre. Malgrat tot, els integrants del Inti-Illimani on participen els germans Coulón continuen manifestant el seu rebuig a l'ús de l'apel·latiu "Nuevo" imposat per l'àrbitre Roberto Garretón i utilitzen el nom acompanyat d'una "(R)" en al·lusió a "Resistència", segons Jorge Coulón o a "Marca Registrada", segons altres versions.
El juny del 2007, els integrants d'Inti-Illimani que rebutjaven l'ús de l'apel·latiu "nuevo" van inscriure el seu nom com a marca "Inti-Illimani" als Estats Units i a la Unió Europea (a l'OAMI, nom de marca 005048665), mentre l'arbitratge a Xile encara no havia conclòs, i impedien amb això l'ús de la marca en aquests territoris per entitats diferents, fet que va provocar que el grup Inti-Illimani Histórico no pogués actuar en aquests països.
Aquest mateix mes es va dictar la resolució final en l'arbitratge, que establia la dissolució definitiva de la societat propietària de la marca Inti-Illimani (formada per Jorge i Marcelo Coulón, Max Berrú, Horacio Salinas, Horacio Durán i José Seves), i la quitança de l'arrendament del nom al grup Inti-Illimani que rebutjava l'apel·latiu de "nou". Mentre es liquidava la societat i els seus béns, calia mantenir-se la denominació de “Històrics” i “Nous” per a totes dues bandes. Fins avui aquesta resolució encara no s'ha fet efectiva.
El setembre del 2007, el grup Inti-Illimani que rebutjava la denominació de "nou", va dur a terme al Teatre Caupolicán de Santiago de Xile, el concert de celebració dels quaranta anys de trajectòria, concert al qual van assistir entre altres els membres històrics Pedro Yáñez, Homero Altamirano, Ernesto Pérez d'Arce i Max Berrú. Per part seva, el desembre del mateix any, Inti-Illimani Histórico va fer dos concerts amb el guitarrista australià John Williams, que, abans de l'actual plet, va gravar el 1987 i el 1990 al costat d'Inti-Illimani els discos Fragmentos de un sueño i Leyenda.
El desembre del 2007, Marcelo Coulón (membre de l'Inti-Illimani que rebutja la denominació de "nou"), va interposar un recurs de queixa contra l'àrbitre Roberto Garretón, que va ser rebutjat en dues instàncies, una en la Cort d'Apel·lacions i una altra en la Cort Suprema.
El març del 2008 Inti-Illimani Histórico va sol·licitar formalment a l'OAMI l'anul·lació de la inscripció de la marca feta pel grup Inti-Illimani que no accepta la denominació de "nou", sol·licitud que va ser declarada inadmissible l'octubre del 2009.
La marca "Inti Illimani" continua en arrendament per l'Inti-Illimani Nuevo, que dedueix el pagament respectiu als integrants de la societat, encara vigent, malgrat que tres dels seus integrants s'han mostrat favorables a posar-hi fi.
Durant l'any 2008, els dos conjunts implicats en el plet judicial han fet concerts en homenatge a la figura del President Salvador Allende. Durant juny i juliol, després d'un concert al Teatre Caupolicán davant de quatre mil persones, Inti-Illimani Histórico va fer una gira per França, Bèlgica, Alemanya i Itàlia, en el marc de la qual es va commemorar el centenari del naixement d'Allende.
Per part seva, el 21 de setembre del 2008, Inti-Illimani Nuevo va fer un concert en homenatge al centenari del naixement del President Salvador Allende, amb el suport de la Fundació Salvador Allende, la Central Unitària de Treballadors, el Consell Nacional de la Cultura i les Arts i altres organismes socials. L'esdeveniment va consistir en la interpretació de cent cançons (una per cada any de Salvador Allende), va durar més de vuit hores i van assistir-hi entre cinc i quinze mil persones (segons diferents estimacions) de manera gratuïta.
Tant Inti-Illimani Nuevo com Inti-Illimani Histórico van publicar el 2010, el 2014 i el 2017 noves produccions discogràfiques.

## Integrants
Els fundadors d'Inti-Illimani són els músics Óscar Guzmán, Horacio Durán, Pedro Yañez, Jorge Coulón, Max Berrú i Ciro Retamal. El mateix any, el 1967, Horacio Salinas s'integra a la banda, i substitueix l'any següent a Pedro Yáñez com a director artístic de la banda, rol que exerceix fins al 2001, any en què pren el seu lloc Manuel Meriño fins al dia d'avui a Inti-Illimani Nuevo.
Des de l'any 2004 es crea l'agrupació Inti-Illimani Histórico, conformada per Durán, Salinas, José Seves i Jorge Ball. Aquesta banda inclou tres integrants més.

## Discografia
Inti-Illimani té més de mig centenar d'àlbums, entre àlbums d'estudi oficials, àlbums en viu i bandes sonores, entre d'altres.

### Àlbums d'estudi
Els diferents àlbums d'estudi de la banda, sense comptar les bandes sonores en altres projectes musicals, són els següents:
- 1969 - Si somos americanos
- 1969 - A la Revolución Mexicana
- 1969 - Inti-Illimani
- 1970 - Inti-Illimani
- 1970 - Canto al programa
- 1971 - Autores chilenos
- 1972 - Canto para una semilla (amb Isabel Parra i Carmen Bunster)
- 1973 - Canto de pueblos andinos
- 1973 - Viva Chile!
- 1974 - La Nueva Canción Chilena (Inti-Illimani 2)
- 1975 - Canto de pueblos andinos (Inti-Illimani 3)
- 1975 - Hacia la libertad (Inti-Illimani 4)
- 1976 - Canto de pueblos andinos, vol. 2 (Inti-Illimani 5)
- 1977 - Chile resistencia (Inti-Illimani 6)
- 1978 - Canto per un seme (amb Isabel Parra i Edmonda Aldini)
- 1978 - Canto para una semilla (amb Isabel Parra i Marés González)
- 1979 - Canción para matar una culebra
- 1979 - Jag Vill Tacka Livet (amb Arja Saijonmaa)
- 1981 - Palimpsesto
- 1984 - Imaginación
- 1985 - Chant pour une semence (amb Isabel Parra i Francesca Solleville)
- 1985 - La muerte no va conmigo (amb Patricio Manns)
- 1986 - De canto y baile
- 1987 - Fragmentos de un sueño (amb John Williams i Paco Peña)
- 1990 - Leyenda (amb John Williams i Paco Peña)
- 1993 - Andadas
- 1996 - Arriesgaré la piel
- 1998 - Lejanía
- 1998 - Amar de nuevo
- 1999 - La rosa de los vientos
- 1999 - Inti-Illimani sinfónico
- 1999 - Inti-Illimani interpreta a Víctor Jara

Àlbums d'Inti-Illimani Nuevo
- 2002 - Lugares comunes
- 2006 - Pequeño mundo
- 2010 - Meridiano (amb Francesca Gagnon)
- 2014 - Teoría de cuerdas
- 2017 - El Canto de Todos

Àlbums d'Inti-Illimani Histórico
- 2005 - Inti + Quila Música en la memoria Vol. I (amb Quilapayún i convidats)
- 2006 - Inti + Quila Música en la memoria Vol. II (amb Quilapayún i convidats)
- 2006 - Esencial
- 2010 - Travesura (amb Diego el Cigala i Eva Ayllón)
- 2014 - Inti-Illimani Histórico Canta a Manns
- 2016 - Fiesta
- 2018 - Malé

### Àlbums en viu
- 1980 - En directo
- 1984 - Sing to Me the Dream (amb Holly Near)
- 1992 - Conciertos Italia '92 (no oficial)
- 1997 - En vivo en el Monumental
- 2001 - Antología en vivo
- 2003 - Viva Italia

Àlbums d'Inti-Illimani Nuevo
- 2013 - La máquina del tiempo

Àlbums d'Inti-Illimani Histórico
- 2006 - Antología en vivo
- 2012 - Eva Ayllón + Inti-Illimani Histórico

## Videos i DVD
Des de l'inici del plet el 2004 Inti-Illimani Histórico també té vídeos i dvd, detallats al seu article.
- 1976 - Vientos del Pueblo-Inti-Illimani en el Sannio y Matese Documental Rai Italia d'Ugo Gregoretti.
- 1994 - Inti-Illimani Live. Vídeo PAL. ITÀLIA: Warner Music Vision, 4509 98840 3. 76 minuts.
- 1996 - Arriesgaré la piel en vivo. Vídeo NTSC. CHI: EMI Odeón Chilena, 491748-3. 90 minuts.
- 2003 - Lugares comunes - Court central - Santiago - Xile. DVD NTSC, multizona. CHI: Warner Music.
- 2007 - Donde las nubes cantan. Documental. Itàlia. de Francesco Cordio i Paolo Pagnoncelli.

## Llibres
- 1977: Delogu, Ignacio; Coulón, Jorge. Inti-Illimani, canti di lotta, d'amore e di lavoro. Roma: Newton Compton Editori. 160 p.
- 1989: Cifuentes, Luis. Fragmentos de un sueño: Inti-Illimani y la generación de los 60. Santiago: Logos. 310 p.
- 2003: Brigaglia, Aldo. Inti Illimani. Viva Italia 30 años en vivo. Roma: Arcana Música Srl. 128 p.
- 2010: Carrasco, Eduardo. Inti-Illimani: Storia e Mito. Roma: Il Margine Casa Matrice, Collana Orizzonti, 128 p.
- 2013: Salinas, Horacio. La canción en el sombrero. Historia de la música de Inti-Illimani. Santiago de Xile: Catalonia, 224 p.